# FR3 Actualités
FR3 Actualités était le journal télévisé français diffusé quotidiennement à 18 h 55, 19 h 55 et 21 h 50 sur France Régions 3 (FR3) du 6 janvier 1975 au 19 septembre 1978.

## Historique

### Identité visuelle

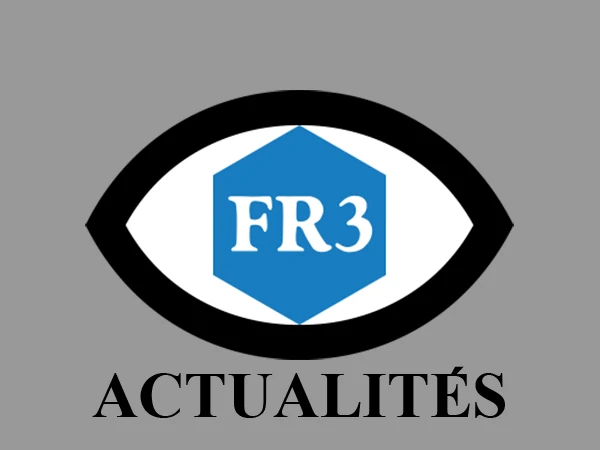
Logo de FR3 Actualités du 6 janvier 1975 au 19 septembre 1978

## Concept
FR3 Actualités est diffusé quotidiennement trois fois par jour, à 18 h 55 et 19 h 55 avec un flash d'information de 5 minutes, et en fin de programme vers 21 h 50 avec une édition complète de 20 minutes. Cette seconde édition est surtitrée Le Journal à partir de 1977.
Le générique de FR3 Actualités est aussi utilisé par les stations régionales de FR3 pour leur journal régional diffusé à 19 h 20.

## Présentateurs
- Francine Buchi
- Bernard Pradineau